# Brian A. Skiff
Brian A. Skiff je ameriški ljubiteljski  astronom.

## Delo
Deloval je v projektu LONEOS. V okviru tega projekta je odkril izgubljeni asteroid 69230 Hermes in apohelski asteroid 2004 JG6
Odkril je večje število kometov. Med odkritimi kometi sta najbolj znana kometa 114P/Wiseman-Skiff (Komet Wiseman-Skiff), ki ga je odkril skupaj z ameriško astronomko Jennifer Wiseman, in komet 140P/Bowell-Skiff (Komet Bowell-Skiff), ki ga je pa odkril skupaj z astronomom Edwardom Bowellom.
Odkril je tudi veliko asteroidov, vključno s trojanskim asteroidom 2004 JG6.
V njegovo čast so po njem imenovali asteroid 2554 Skiff.